# Damurhuda
Damurhuda è un sottodistretto (upazila) del Bangladesh situato nel distretto di Chuadanga, divisione di Khulna. Si estende su una superficie di 308,11 km² e conta una popolazione di 289.577 abitanti (dato censimento 2011).